# CR Vasco da Gama
Club de Regatas Vasco da Gama (wym. [ˈklubi dʒi ʁeˈgatɐʃ ˈvaʃku dɐ ˈgɐ̃mɐ]) – brazylijski klub piłkarski z siedzibą w mieście Rio de Janeiro, stolicy stanu Rio de Janeiro. Występuje w rozgrywkach Campeonato Brasileiro Série A oraz Campeonato Carioca. Domowe mecze rozgrywa na obiekcie Estádio São Januário.
Klub ma około 16,5 miliona sympatyków. Jest 2. najpopularniejszym klubem w Rio de Janeiro i 4. co do popularności w całej Brazylii.

## Osiągnięcia
- Mistrz Brazylii (Campeonato Brasileiro Série A) (4): 1974, 1989, 1997, 2000
- Mistrz stanu Rio de Janeiro (Campeonato Carioca) (24): 1923, 1924, 1929, 1934, 1936, 1945, 1947, 1949, 1950, 1952, 1956, 1958, 1970, 1977, 1982, 1987, 1988, 1992, 1993, 1994, 1998, 2003, 2015, 2016
- Copa Libertadores: 1998
- Campeonato Sudamericano de Campeones: 1948
- Copa Mercosur: 2000
- Copa do Brasil: 2011

## Historia
Klub został założony 21 sierpnia 1898 przez portugalskich imigrantów mieszkających w Rio de Janeiro. Klub nazwano ku czci portugalskiego żeglarza Vasco da Gamy, który jako pierwszy dotarł drogą morską do Indii. Początkowo Vasco da Gama był klubem wioślarskim. 5 listopada 1915 założono sekcję piłkarską.
Klub od początku powstania utożsamiany był z portugalskimi imigrantami. Kibicowali mu nie tylko Portugalczycy, ale i cała klasa robotnicza oraz biedni mieszkańcy miasta.
Od czasu utworzenia w 1971 r. Campeonato Brasileiro Série A, będącej najwyższą ligą piłkarską w Brazylii, Club de Regatas Vasco da Gama występował w tej lidze w latach 1971–2008, 2010-2013 i 2015. Natomiast w 2009 i 2014 r. klub występował w Campeonato Brasileiro Série B i w 2016 r. nadal występuje w tejże klasie rozgrywek.

## Aktualny skład
Stan na 1 września 2022.
| Nr | Poz. | Piłkarz                      |
| -- | ---- | ---------------------------- |
| 1  | BR   | Thiago Rodrigues             |
| 2  | OB   | Juan Quintero                |
| 3  | OB   | Léo Matos                    |
| 4  | OB   | Anderson Conceição (kapitan) |
| 5  | PO   | Yuri Lara                    |
| 6  | PO   | Edimar                       |
| 7  | PO   | Alex Teixeira                |
| 8  | PO   | Andrey Santos                |
| 9  | NA   | Raniel                       |
| 10 | PO   | Nenê                         |
| 11 | NA   | Gabriel Pec                  |
| 12 | BR   | Fintelman                    |
| 13 | OB   | Gabriel Dias                 |
| 14 | NA   | Lucas Oliveira               |
| 15 | NA   | Lucas Figueiredo             |
| 18 | PO   | Matheus Barbosa              |
| 19 | PO   | Carlos Palacios              |
| 20 | OB   | Matheus Ribeiro              |
| 21 | NA   | Eguinaldo                    |

| Nr | Poz. | Piłkarz           |
| -- | ---- | ----------------- |
| 23 | PO   | Zé Gabriel        |
| 24 | BR   | Halls             |
| 25 | PO   | Marlon Gomes      |
| 26 | OB   | Danilo Boza       |
| 27 | NA   | Bruno Tubarão     |
| 33 | PO   | Martín Sarrafiore |
| 34 | BR   | Patrick Paixão    |
| 35 | OB   | Miranda           |
| 38 | PO   | João Laranjeira   |
| 40 | OB   | Ulisses           |
| 45 | OB   | Riquelme          |
| 50 | PO   | Juninho           |
| 55 | BR   | Alexander         |
| 66 | OB   | Paulo Victor      |
| 77 | NA   | Erick             |
| 88 | PO   | Luiz Henrique     |
| 97 | NA   | Fábio Gomes       |
| 98 | NA   | Zé Vitor          |